# Montreux
Montreux este un oraș în cantonul Vaud, Elveția.